# Sanfrid Takala
Sanfrid Martin Takala, född 27 juni 1883 i Ylihärmä, död 31 januari 1945, var en finländsk sångare och violinist.
Takala var liksom brodern, den kände pacifisten Matti Edvard Takala, kapplöpningsryttare samt klockare i Ylihärmä. Brodern Matti Edvard brukade delta vid Takalas föreställningar och familjen Takala hade en egen amatörorkester. Ofta uppträdde Takala i samband med de hästtävlingar som Matti Edvard Takala deltog i. På hösten 1912 inbjöds Takala till Helsingfors för att göra skivinspelningar med visor från hemtrakten. Sammanlagt gjorde Takala sex skivinspelningar till eget ackompanjemang.